# ジョン・グラスビー
ジョン・スティーブン・グラスビー (John Stephen Glasby、1928年9月23日 - 2011年6月5日) は、イギリスの作家。
ノッティンガムシャー州イースト・レットフォード生まれ。
多作な作家で、その作品は様々な人気ジャンルに及んだ。
プロの化学者・数学者であり、1950年代から1960年代にかけて300以上の小説や短編小説を執筆し、多くがバドガーブックス社からペンネームで出版された。

## 概要
列車運転手の父エドガー・スチュアート・グラスビーとエリザベス・アリス(旧姓ヘンプソール)の間に生まれる。レットフォードのキング・エドワード6世グラマースクールに通った後、ノッティンガム大学で化学を学び、1952年に学士号を取得して卒業。卒業後、帝国化学工業に勤務し、当初は爆発物やロケット燃料の研究に従事し、物理化学科長に就任。25年後に有機化学に転向し出版と広報活動に従事した。1988年に引退。
天文学への関心から、1958年から英国天文学会の可変プログラムに参加することになった。1962年から7年間ディレクターに任命された。グラスゴー大学で天文学の講師を務め、王立天文学会のフェローを務めた。
また1952年からSFを書き始め、ジョン・スペンサー&カンパニーが出版したバドガーブックス社のシリーズや、関連するシリーズ、例えば未来SFのために、すでに伝説的だった多作のR・ライオネル・ファンソープと共にSFを書き始めた。ファンソープと共に、彼はスペンサーのタイトルの大部分を、しばしば「数日以内に」「指定のあったカバーに合わせて」書き上げた。スペンサーの作家の多くがグラスビーの変名で、少ない作者数をグラスビーの執筆量で水増ししていた。偽名の数は多く、ジョン・アダムスからカール・ツァイグフリートまで多岐にわたる。作品数は合計で250タイトル以上と推定されている。
1960年代後半、市況が変わり、バドガーブックス社による販売が停止すると、作品を発表することがなくなったが、20年以上後に小説家業を再開する。1990年代初頭、グラスビーはラヴクラフトのクトゥルフ宇宙の物語、すなわちコレクション「影の物質」(2003年)、小説「ダーク・デストロイヤー」(2005年)、ダーク・ハルマゲドン三部作(2016/2017年)を含む、ホラーに焦点を当てた別の生産段階を始めた。特にジョン・ラッセル・ファーンのゴールデン・アマゾン・シリーズの2つの続編であるSea Tea SunとThe Crimson Peril(2007)を特記する。バドガーブックスの古い作品は2000年代に改訂され、オリオン/ゲートウェイによって再発行されました。
フィクションの仕事に加えて、彼は宇宙の境界(1971)を含む多くの天文学的なノンフィクションの本だけでなく、有機化学、薬局、植物学の分野でいくつかの、時には複数巻の専門百科事典を書いた。
1954年にジャネット・ビーティー・ハンナと結婚し、夫妻には5人の子供がいた。2011年に82歳で死去。